# Nodar Kavtaradze
Nodar Kavtaradze (in georgiano ნოდარ ქავთარაძე?; in russo Нодар Малхазович Кавтарадзе?, Nodar Malchazovič Kavtaradze; Mosca, 2 gennaio 1993) è un calciatore russo naturalizzato georgiano, attaccante svincolato.

## Carriera
Ha giocato nella prima divisione dei campionati georgiano, ungherese ed uzbeko.

## Palmarès

### Club

#### Competizioni nazionali
- Supercoppa di Georgia: 1

T'orp'edo Kutaisi: 2019
- Campionato georgiano: 2

Dinamo Tbilisi: 2019, 2020
- Coppa di Georgia: 1

T'orp'edo Kutaisi: 2022